# 薛訥
薛 訥（せつ とつ、649年 - 720年）は、唐代の軍人。字は慎言。本貫は絳州万泉県。

## 経歴
左武衛大将軍の薛仁貴の子として生まれた。城門郎を初任とし、藍田県令に転じた。富商の倪氏が御史台でその私債について審理され、御史中丞の来俊臣は倪氏からの賄賂を受けて、義倉米数千石を出して倪氏に給与させようとした。薛訥は「義倉はもともと旱害に備えるためにあるもので、一家の資産にあてるものではない」といって、与えないよう上奏した。ちょうど来俊臣が罪を得たため、その事案は沙汰止みとなった。聖暦元年（698年）、突厥が河北に侵入すると、薛訥は左武衛将軍・安東道経略を兼ねた。薛訥は廬陵王李顕を皇太子とする方針を変えないよう武則天に求めた。ほどなく幽州都督に任じられ、安東都護を兼ねた。并州大都督府長史に転じ、検校左衛大将軍を兼ねた。辺境に駐屯する任にあること久しく、戦功を重ねた。
先天元年（712年）、玄宗が即位し、新豊で講武がおこなわれると、薛訥は左軍節度をつとめた。このとき元帥と礼官が罪を得て、諸部隊は動揺して秩序を失った。ただ薛訥と解琬の軍だけが動かなかった。玄宗は軽騎を派遣して薛訥らを軍門を召し入れた。軍礼が終わると、玄宗は薛訥を慰労した。
ときに奚と契丹が突厥と連合して、しばしば唐の辺境を侵犯していたので、薛訥は軍を出してこれを討つよう建議した。開元2年（714年）、薛訥は同紫微黄門三品となり、兵を率いて奚・契丹を討つことになった。6月、薛訥の軍は灤河に到達し、奚・契丹の軍に遭遇して敗れ、逃走した。敗戦の罪により官爵を剥奪された。
8月、吐蕃の大将の坌達延と乞力徐らが兵10万を率いて洮州に侵攻し、さらに蘭州と渭州の渭源県に進軍して、群牧を略奪して去った。薛訥は無官のまま左羽林軍将軍を兼ね、隴右防禦使となり、太僕寺少卿の王晙らとともに兵を率いてこれを迎撃した。10月、薛訥は兵を率いて渭源にいたり、吐蕃軍と武階駅で遭遇して戦った。王晙と前後呼応して挟撃し、吐蕃軍を撃破した。洮水まで追撃し、さらに長城堡で戦った。豊安軍使の王海賓が先鋒として奮戦し戦死した。唐の将士は勝勢に乗じて進撃し、さらに吐蕃軍を破り、1万人を捕殺し、吐蕃の将の六指郷弥洪を捕らえ、略奪された羊や馬を奪回し、吐蕃の兵器を鹵獲した。12月に玄宗が吐蕃へ親征する予定であったが、薛訥らの勝利が奏聞されて、親征は中止された。薛訥は左羽林軍大将軍に任じられ、平陽郡公に封じられた。開元3年（715年）4月、涼州鎮軍大総管となった。10月、朔方道行軍大総管に転じた。ほどなく老齢のため、致仕を許された。開元8年（720年）、死去した。享年は72。太常寺卿の位を追贈された。諡は昭定といった。

## 子女
- 薛徽（左金吾衛将軍）[10]
- 薛直（綏州刺史）[10]
- 薛暢（左羽林軍将軍）[11]

## 伝記資料
- 『旧唐書』巻93 列伝第43
- 『新唐書』巻111 列伝第36